# La Habana
La Habana (phát âm tiếng Tây Ban Nha: [la aˈβana], đôi khi viết là Havana theo tiếng Anh) là thành phố lớn nhất, là thủ đô và là một trong 14 tỉnh của Cuba. Đây là trung tâm chính trị, văn hóa, kinh tế của Cuba. Tên đầy đủ của thành phố này trong tiếng Tây Ban Nha là La Habana (tương tự như The Havana trong tiếng Anh), trước đây có tên là San Cristóbal de la Habana; với dân số hơn 2,2 triệu người là thành phố lớn nhất không những ở Cuba mà ở cả vùng Caribe. Thành phố có diện tích 721 km², cách Florida (Mỹ) 144 km về phía nam tây nam và được bao bọc bởi tỉnh La Habana về phía nam, đông và tây.

## Lịch sử

### Thành lập
Khu vực La Habana hiện tại và vịnh tự nhiên đã được người châu Âu viếng tăm trong thời kỳ Sebastián de Ocampo đi vòng quanh hòn đảo bằng đường biển.vào năm 1509. Ngay sau đó, năm 1510, những người Tây Ban Nha thực dân đầu tiên đã đến La Hispaniola và bắt đầu xâm chiếm Cuba. Diego Velázquez de Cuéllar thành lập La Habana ngày 25/8/1515 tại bờ biển phía nam của đảo, gần thị trấn Surgidero de Batabanó ngày nay. Giữa 1514 và 1519, thành phố có ít nhất là 2 cơ sở. Một bản đồ sớm nhất cho vẽ năm 1514 cho thấy thị xã nằm ở cửa sông Onicaxinal, bờ biển nam Cuba. Một cơ sở khác là La Chorrera, mà ngày nay là Puentes Grandes láng giềng, kế bên sông Almendares. Cơ sở cuối cùng El Templete, là thị xã thứ 6 được người Tây Ban Nha lập nên trên hòn đảo, gọi là San Cristobal de la Habana bởi Pánfilo de Narváez: Tên gọi này kết hợp giữa San Cristóbal, thánh bảo hộ của Habana. Tên gọi Habana có thể xuất phát từ Habaguanex, tên gọi của một tù trưởng da đỏ kiểm soát khu vực này và được trích dẫn bởi Diego Velasquez trong tờ trình ông gửi vua Tây Ban Nha.
Habana được di dời từ vị trí hiện nay đến nơi được gọi là Puerto de Carenas (có nghĩa, "Careening Bay"), năm 1519.

### La Habana vào thế kỷ 17 và 18
La Habana được mở rộng rất lớn vào thế kỷ 17. Các tòa nhà mới được xây dựng tận dụng các vật liệu có sẵn ở đảo quốc này, chủ yếu là gỗ, kết hợp với nhiều kiểu kiến trúc Iberia cũng như vay mượn từ phong cách đảo Canary. Trong thời kỳ này, thành phố La Habana cũng xây dựng các tượng đài công dân và các công trình tôn giáo như: Nữ tu viện St Augustin, Lâu đài El Morro, nhà thờ nhỏ Humilladero, đài phun nước Dorotea de la Luna in La Chorrera, nhà thờ Đức thánh thiên thần (Holy Angel), bệnh viện San Lazaro, Tu viện Santa Teresa và Nữ tu viện San Felipe Neri. Năm 1649 một đại dịch chết người lây từ Cartagena ở Colombia đã lây cho 1/3 dân số La Habana.

## Khí hậu
| Dữ liệu khí hậu của La Habana (1961–1990) | Dữ liệu khí hậu của La Habana (1961–1990) | Dữ liệu khí hậu của La Habana (1961–1990) | Dữ liệu khí hậu của La Habana (1961–1990) | Dữ liệu khí hậu của La Habana (1961–1990) | Dữ liệu khí hậu của La Habana (1961–1990) | Dữ liệu khí hậu của La Habana (1961–1990) | Dữ liệu khí hậu của La Habana (1961–1990) | Dữ liệu khí hậu của La Habana (1961–1990) | Dữ liệu khí hậu của La Habana (1961–1990) | Dữ liệu khí hậu của La Habana (1961–1990) | Dữ liệu khí hậu của La Habana (1961–1990) | Dữ liệu khí hậu của La Habana (1961–1990) | Dữ liệu khí hậu của La Habana (1961–1990) |
| Tháng                                     | 1                                         | 2                                         | 3                                         | 4                                         | 5                                         | 6                                         | 7                                         | 8                                         | 9                                         | 10                                        | 11                                        | 12                                        | Năm                                       |
| ----------------------------------------- | ----------------------------------------- | ----------------------------------------- | ----------------------------------------- | ----------------------------------------- | ----------------------------------------- | ----------------------------------------- | ----------------------------------------- | ----------------------------------------- | ----------------------------------------- | ----------------------------------------- | ----------------------------------------- | ----------------------------------------- | ----------------------------------------- |
| Trung bình ngày tối đa °C (°F)            | 25.8 (78.4)                               | 26.1 (79.0)                               | 27.6 (81.7)                               | 28.6 (83.5)                               | 29.8 (85.6)                               | 30.5 (86.9)                               | 31.3 (88.3)                               | 31.6 (88.9)                               | 31.0 (87.8)                               | 29.2 (84.6)                               | 27.7 (81.9)                               | 26.5 (79.7)                               | 28.8 (83.8)                               |
| Trung bình ngày °C (°F)                   | 22.2 (72.0)                               | 22.4 (72.3)                               | 23.7 (74.7)                               | 24.8 (76.6)                               | 26.1 (79.0)                               | 26.9 (80.4)                               | 27.6 (81.7)                               | 27.8 (82.0)                               | 27.4 (81.3)                               | 26.2 (79.2)                               | 24.5 (76.1)                               | 23.0 (73.4)                               | 25.2 (77.4)                               |
| Tối thiểu trung bình ngày °C (°F)         | 18.6 (65.5)                               | 18.6 (65.5)                               | 19.7 (67.5)                               | 20.9 (69.6)                               | 22.4 (72.3)                               | 23.4 (74.1)                               | 23.8 (74.8)                               | 24.1 (75.4)                               | 23.8 (74.8)                               | 23.0 (73.4)                               | 21.3 (70.3)                               | 19.5 (67.1)                               | 21.6 (70.9)                               |
| Lượng Giáng thủy trung bình mm (inches)   | 64.4 (2.54)                               | 68.6 (2.70)                               | 46.2 (1.82)                               | 53.7 (2.11)                               | 98.0 (3.86)                               | 182.3 (7.18)                              | 105.6 (4.16)                              | 99.6 (3.92)                               | 144.4 (5.69)                              | 180.5 (7.11)                              | 88.3 (3.48)                               | 57.6 (2.27)                               | 1.189,2 (46.82)                           |
| Số ngày giáng thủy trung bình (≥ 0.1 mm)  | 5                                         | 5                                         | 3                                         | 3                                         | 6                                         | 10                                        | 7                                         | 9                                         | 10                                        | 11                                        | 6                                         | 5                                         | 80                                        |
| Độ ẩm tương đối trung bình (%)            | 75                                        | 74                                        | 73                                        | 72                                        | 75                                        | 79                                        | 78                                        | 78                                        | 79                                        | 80                                        | 77                                        | 75                                        | 76                                        |
| Nguồn: NOAA                               |                                           |                                           |                                           |                                           |                                           |                                           |                                           |                                           |                                           |                                           |                                           |                                           |                                           |

## La Habana Cũ
La Habana cũ, hay Vieja như người Cuba gọi khu phố cũ này, là di sản thời thực dân phong phú nhất của Mỹ Latinh. Các đường phố hẹp của khu này có nhiều tòa nhà có giá trị văn hóa và lịch sử, chiếm 1/3 trong số 3000 tòa nhà ở La Habana Cũ. La Habana Cũ là thành phố cổ được tạo lập từ cảng, trung tâm chính thức của Plaza de Armas. Alejo Carpentier gọi La Habana Cũ là nơi "de las columnas" (của các cột). Chính phủ Cuba đã có nhiều nỗ lực trong việc bảo tồn và phục chế La Habana Cũ. Habana Cũ và các công sự của mình đã được UNESCO công nhận là Di sản thế giới năm 1982.

## Giao thông vận tải
- Sân bay quốc tế của La Habana Sân bay Quốc tế José Martí. Sân bay này cách trung tâm thành phố 10 km về phía nam.
- Xe bus - Xe bus của La Habana được sử dụng phổ biến và thường đông nghẹt người, chạy theo tuyến cố định.

## Đơn vị hành chính

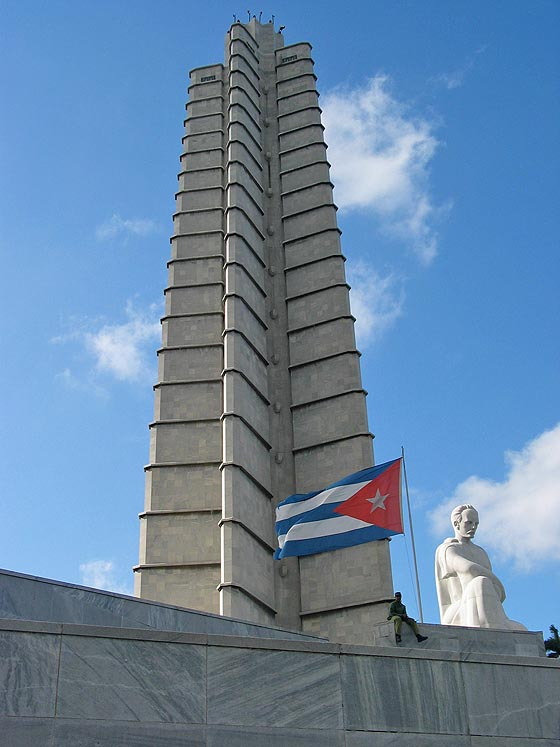
Tượng đài tưởng niệm José Martí, Plaza de la Revolución. Tượng đài có từ thời Fulgencio Batista

Thành phố được chia ra 15 municipios.
1. Arroyo Naranjo
2. Boyeros
3. Centro Habana
4. Cerro
5. Cotorro
6. Diez de Octubre
7. Guanabacoa
8. La Habana del Este
9. La Habana Vieja (La Habana Cũ)
10. La Lisa
11. Marianao
12. Playa (bao gồm Miramar, và trải rộng tới Santa Fe ở phía tây)
13. Plaza de la Revolucion (thỉnh thoảng được viết tắt là 'Plaza'; bao gồm Vedado)
14. Regla
15. San Miguel del Padrón

## Các thành phố kết nghĩa
- Glasgow, Scotland
- Istanbul, Thổ Nhĩ Kỳ
- Tehran, Iran
- Cádiz, Tây Ban Nha
- Mobile, Alabama, Hoa Kỳ
- Madrid, Tây Ban Nha

## Các hình ảnh khác

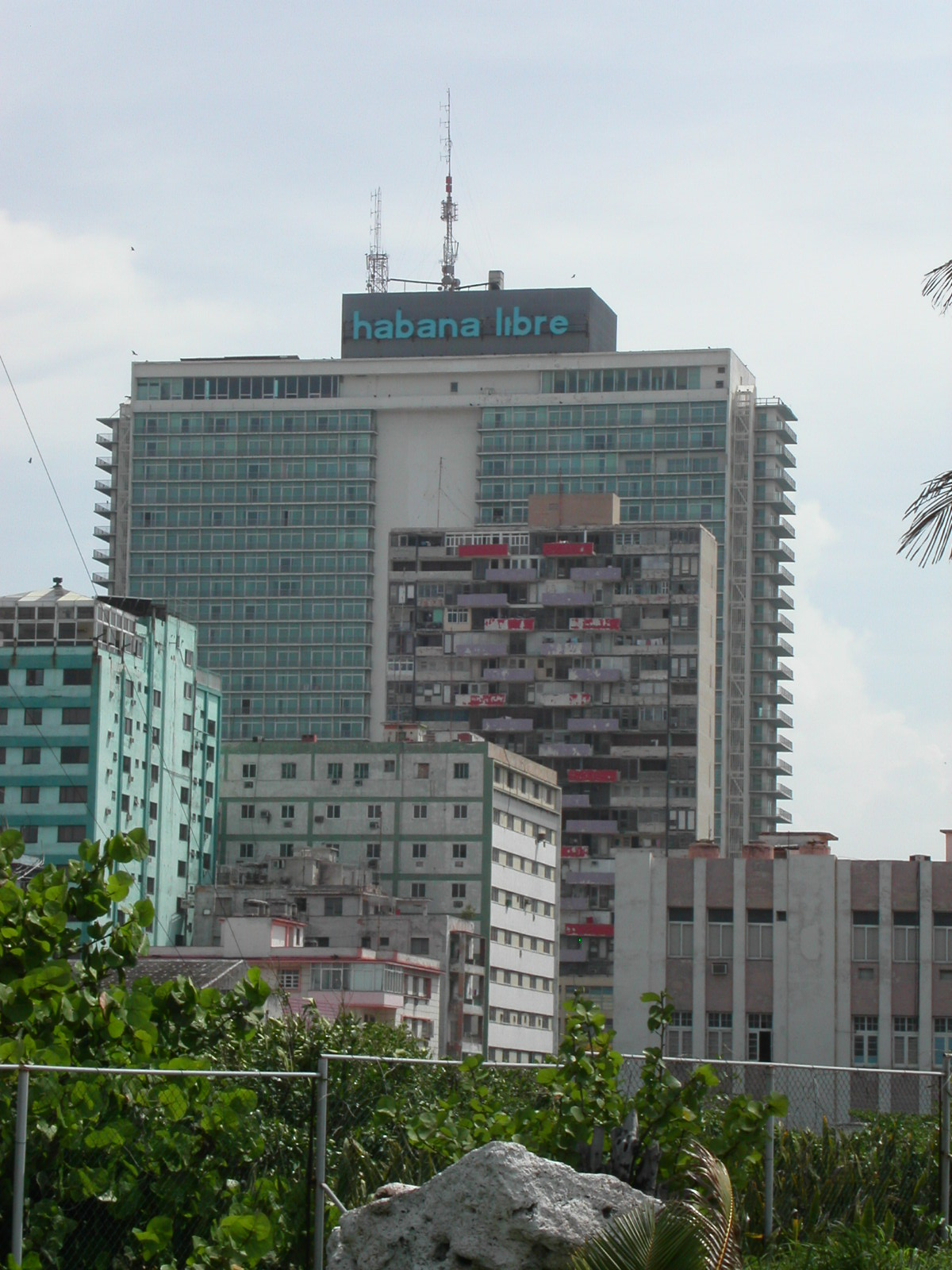
Khách sạn Habana Libre ở Vedado
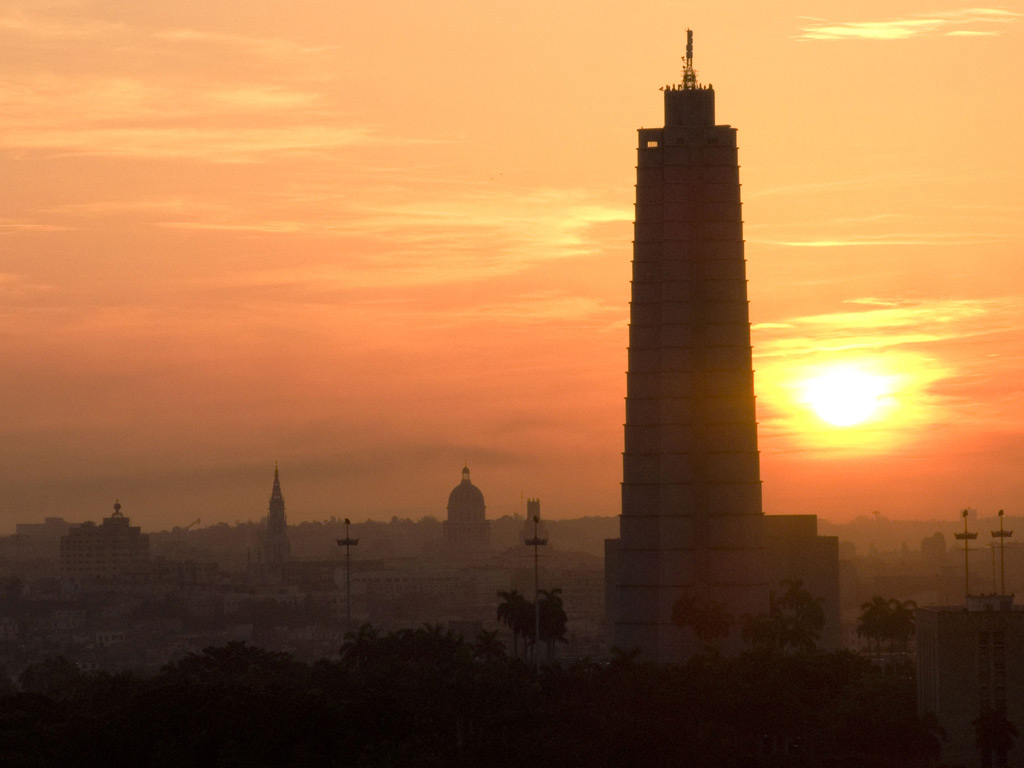
Bình minh ở La Habana
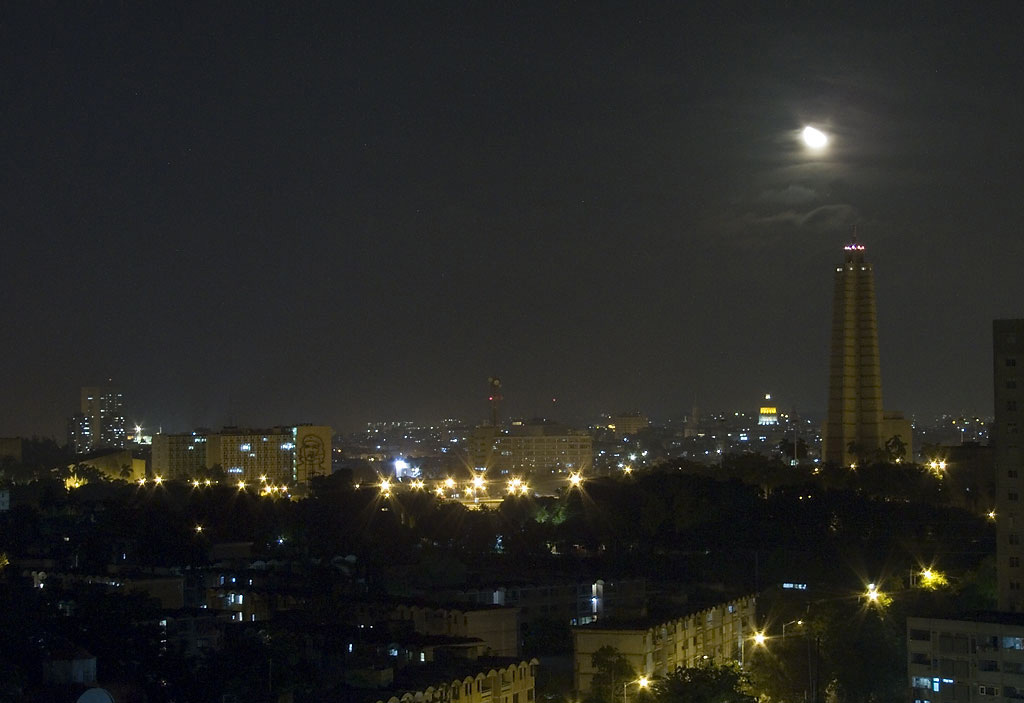
La Habana về đêm